# Vackerslåttjärnen
Vackerslåttjärnen är en sjö i Åre kommun i Jämtland och ingår i Indalsälvens huvudavrinningsområde. Sjön har en area på 0,294 kvadratkilometer och ligger 531,4 meter över havet.

## Delavrinningsområde
Vackerslåttjärnen ingår i det delavrinningsområde (706860-133783) som SMHI kallar för Utloppet av Vackerslåttjärnen. Medelhöjden är 549 meter över havet och ytan är 1,13 kvadratkilometer. Det finns inga avrinningsområden uppströms utan avrinningsområdet är högsta punkten. Vattendraget som avvattnar avrinningsområdet har biflödesordning 3, vilket innebär att vattnet flödar genom totalt 3 vattendrag innan det når havet efter 380 kilometer. Avrinningsområdet består mestadels av skog (53 procent) och öppen mark (12 procent). Avrinningsområdet har 0,29 kvadratkilometer vattenytor vilket ger det en sjöprocent på 25,7 procent.